# Gauciel
Gauciel település Franciaországban, Eure megyében. Lakosainak száma 976 fő (2022. január 1.). Gauciel Fontaine-sous-Jouy, Huest, Jouy-sur-Eure és Miserey községekkel határos.

## Népesség
A település népességének változása:
| Lakosok száma | 166  | 352  | 362  | 770  | 913  | 921  | 861  | 837  | 835  | 976  |
|               | 1968 | 1982 | 1990 | 2006 | 2013 | 2015 | 2017 | 2019 | 2020 | 2022 |